# ヴィフラ川
ヴィフラ川（ヴィフラがわ、ベラルーシ語: Віхра、ロシア語: Вихра）は、ロシアのスモレンスク州とベラルーシのマヒリョウ州を流れる、ソジ川右岸の支流である。水源はスモレンスク高地の南の斜面であり、南南東へ向かって流れ出している。河口（合流地点）はマリヒョウ州のポナルフ村である。水路は蛇行しており、川の名前の由来も、蛇行する様子から転じた旋毛（вихор）、旋風（вихрь）と考えられている。
1386年、ヴィフラ川の戦いで、リトアニア大公国の司令官スキルガイラが、ムスチスラヴリ公国の奪還を図ったスモレンスク公スヴャトスラフの軍に勝利した。1708年には流域のスモレンスク州マナスティールシシンスク地区で、大北方戦争の中の戦いの一つが行われた。